# Остапенко Сергій Сергійович
Сергій Сергійович Остапенко (23 лютого 1986, Алмати) — казахстанський футболіст, нападник. Виступав у збірній Казахстану.

## Клубна кар'єра
Починав кар'єру в клубі «Цесна» (пізніше перейменована в «Алма-Ата»), де виступав у 2003—2006 роках. Володар Кубка Казахстану-2006 у складі «Алма-Ати». У сезоні 2007 року виступав на правах оренди за «Тобол», зігравши свою роль у чималих успіхах клубу: «Тобол» тоді виграв кубок країни, став одним із переможців Кубка Інтертото та срібним призером чемпіонату, однак коли «Тобол» заїкнувся про покупку футболіста, алматинці запросили за Остапенка мільйон доларів. «Тобол» піти на такі витрати не наважився.
31 січня 2008 року разом із Максимом Жалмагамбетовим був відданий в оренду в бельгійський «Антверпен», команду другого дивізіону країни. В основному складі бельгійського клубу Остапенко не грав, виступав за резервний склад клубу. У середині 2008 року повернувся до «Алма-Ати». У 2009 грав за «Актобе». Він був основним гравцем, але отримав серйозну травму та вибув на сезон. У 2010 році перейшов у «Локомотиву» з Астани, за який зіграв 27 матчів і забив 6 голів. У 2011 році грав у талдикорганському «Жетису». У січні 2012 року повернувся в казахстанську столицю, підписавши контракт з уже знайомою для себе «Астаною».

## Кар'єра у збірній
Дебютував 6 червня 2007 року у матчі проти збірної Азербайджану. Зіграв за Збірну Казахстану 42 матчі та відзначився 6 забитими голами.

## Особисте життя
Дружина — Ганна. Діти — Семен і Поліна.

## Досягнення
- Срібний призер чемпіонату Казахстану : 2007
- Володар Кубка Казахстану : 2006, 2007, 2010, 2012
- Переможець Кубка Інтертото : 2007
- Фіналіст Кубка чемпіонів Співдружності : 2009

## Статистика
| Сезон   | Команда            | Країна    | Ліга            | Ігри | Голи |
| ------- | ------------------ | --------- | --------------- | ---- | ---- |
| 2003    | Цісна              | Казахстан | Перша ліга      | 16   | 9    |
| 2004    | Алма-Ата           | Казахстан | Прем'єр Ліга    | 32   | 4    |
| 2005    | Алма-Ата           | Казахстан | Прем'єр Ліга    | 26   | 7    |
| 2006    | Алма-Ата           | Казахстан | Прем'єр Ліга    | 24   | 1    |
| 2007    | Тобол              | Казахстан | Прем'єр Ліга    | 26   | 10   |
| 2007/08 | Антверпен          | Бельгія   | Другий дивізіон | 0    | 0    |
| 2008    | Алма-Ата           | Казахстан | Прем'єр Ліга    | 19   | 4    |
| 2009    | Актобе             | Казахстан | Прем'єр Ліга    | 9    | 0    |
| 2010    | Локомотив (Астана) | Казахстан | Прем'єр Ліга    | 27   | 6    |
| 2011    | Жетису             | Казахстан | Прем'єр Ліга    | 32   | 5    |
| Разом   |                    |           |                 | 211  | 46   |